# Enolok
Az enolok olyan szénvegyületek, amelyekben egy hidroxilcsoport egy telítetlen szénatomhoz fűződik (>C=C(OH)-) – alkének hidroxilcsoporttal. Az enol-forma valójában az oxo-forma (>CH-CO-) tautomerje, azzal egyensúlyi elegyet alkot.
A legtöbb vegyület esetében az enol-alak mennyisége kicsi (pl. az acetecetészternél (CH3COCH2COOC2H5⇌CH3-C(OH)=CH-COO-C2H5) az enol-forma 7%-ot, míg az oxo-forma 93%-ot tesz ki), de vannak erősen enolizált vegyületek is (pl. az 1,3-trifenil-1,3-dioxo-propán (C6H5-CO-CH2-CO-C6H5) és a legtöbb 1,3-diketon (R-CO-CH2-CO-R)). Az enolok savas jellegűek, híg lúgoldatokban nátriumsóként feloldódnak, vas(III)-kloriddal színes vas(III)-sót adnak.